# بیاغاچ
بیاغاچ (به ترکی استانبولی: Beyağaç) یک منطقهٔ مسکونی در ترکیه است که در استان دنیزلی واقع شده‌است.